# اکوس
اکوس (به لاتین: Akuse) یک منطقهٔ مسکونی در غنا است که در منطقه شرقی (غنا) واقع شده‌است.

## خصوصیات
اکوس ۱۶ متر بالاتر از سطح دریا واقع شده‌است.